# پایگاه هوایی نوبیبرگ
پایگاه هوایی نوبیبرگ (به انگلیسی: Neubiberg Air Base) (به زبان بومی: Flugplatz Neubiberg) یک فرودگاه نظامی است . این فرودگاه در شهر مونیخ کشور آلمان قرار دارد و در ارتفاع ۵۱۹ متری از سطح دریا واقع شده است.